# Tachina erratica
Tachina erratica är en tvåvingeart som beskrevs av Johann Wilhelm Meigen 1838. Tachina erratica ingår i släktet Tachina och familjen parasitflugor. Inga underarter finns listade i Catalogue of Life.